# Época de la gran unificación
En cosmología física, asumiendo que la naturaleza está descrita por una teoría de la gran unificación, la época de la gran unificación fue el periodo en la evolución del universo temprano que siguió a la época de Planck, empezando pues 10−43 segundos después del big bang. La temperatura durante esta época era comparable a la temperatura característica de las teorías de la gran unificación, (si la energía de la gran unificación es de 1015 GeV, la temperatura correspondiente son 1027 K).
A esta época se la llama de la «gran unificación» porque tres de las cuatro grandes fuerzas —electromagnetismo, la interacción fuerte y la interacción débil— se comportaban como una, la interacción electrofuerte (ver teoría de la gran unificación). La gravedad sin embargo se separó de ellas tres al final de la época de Planck. 
Al haber una gran simetría entre las fuerzas (excepto la gravitatoria), conceptos como masa, carga eléctrica, sabor y carga de color no tenían un significado claro.
La época de la gran unificación, terminó aproximadamente 10−36 segundos después del big bang. Varios eventos ocurrieron justo a continuación. La interacción fuerte se separó del resto (quedando por tanto tres fuerzas fundamentales, la gravitatoria, la fuerte y la electrodébil). La temperatura bajó por debajo de límite en el que los bosones hipotéticos X e Y se podían crear, desintegrándose en partículas más ligeras. Es posible que en este proceso de desintegración se rompiera la conservación del número de bariones, dando lugar a un exceso de materia sobre antimateria. Esta transición de fase también pudo haber empezado el proceso de inflación cósmica que dominó el desarrollo del universo durante la época inflacionaria.